# Quartinia nilotica
Quartinia nilotica är en stekelart som beskrevs av Fischer 1964. Quartinia nilotica ingår i släktet Quartinia och familjen Masaridae. Inga underarter finns listade i Catalogue of Life.